# قلعه ضرغام
قلعه ضرغام مربوط به دوره قاجار است و در شمالِ شرقیِ دهدشت واقع شده و در تاریخ ۲۵ اسفند ۱۳۷۹ با شمارهٔ ثبت ۳۵۵۰ به‌عنوان یکی از آثار ملی ایران به ثبت رسیده‌است.